# Bananarama
A Bananarama egy angol női zenei együttes. Egyik legnagyobb slágerük a Venus, amely több országban is vezette a slágerlistákat. 2002-ig 40 millió lemezük kelt el.

## Az együttes tagjai

### Jelenlegi tagok
- Keren Woodward (született: 1961. április 2.)
- Sara Dallin (született: 1961. december 17.)

### Korábbi tagok
- Jacquie O'Sullivan (született: 1960. augusztus 7.)
- Siobhan Fahey (született: 1958. szeptember 10.)

## Lemezek

### Stúdiólemezek
- 1983: Deep sea skiving
- 1984: Bananarama
- 1986: True confessions
- 1987: Wow!
- 1991: Pop life
- 1993: Please yourself
- 1995: Ultra violet
- 2001: Exotica
- 2005: Drama
- 2009: Viva

### Jelentősebb kislemezek
- 1982: Shy boy
- 1984: Robert De Niro's waiting
- 1986: Venus
- 1986: More than physical
- 1987: I heard a rumour
- 1987: Love in the first degree
- 1988: I want you back
- 2005: Look on the floor (Hypnotic tango)